# 沃爾夫巴赫河 (利馬特河支流)
47°21′44″N 8°32′49″E / 47.36231°N 8.54687°E

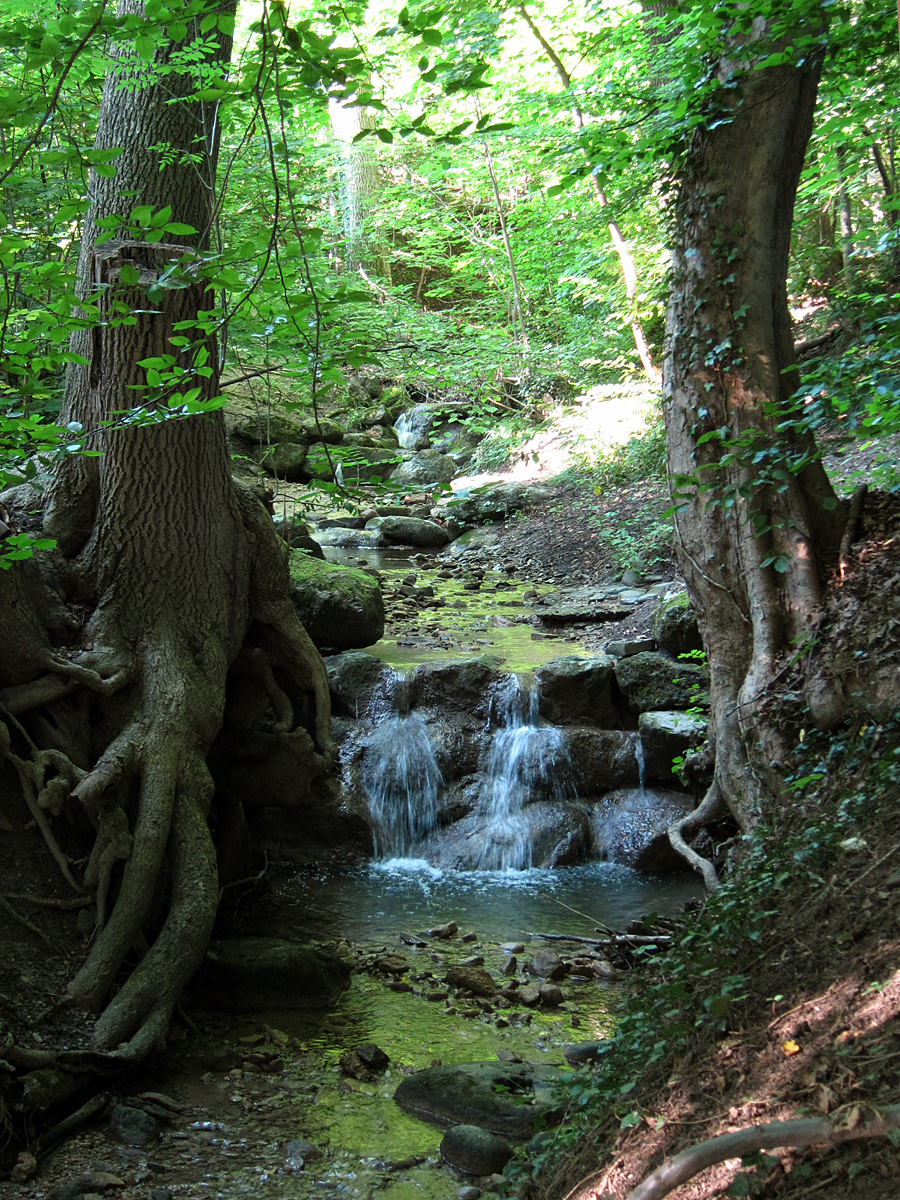

沃爾夫巴赫河是瑞士的河流，位於該國北部，流經蘇黎世州，屬於利馬特河的支流，河道全長5.8公里，發源自阿德利斯貝格山，最終注入蘇黎世湖。